# 1441

## Události

### Probíhající události
- 1431–1445 – Basilejsko-ferrarsko-florentský koncil
- 1436–1449 – Lučchuan-pchingmienské války

## Narození
- 11. listopadu – Šarlota Savojská, královna francouzská jako manželka Ludvíka XI. († 1483)
- ? – Martín Alonso Pinzón, španělský mořeplavec († 1493)
- ? – Magnus II. Meklenburský, meklenburský vévoda († 20. listopadu 1503)

## Úmrtí
- 1. dubna – Blanka Navarrská, sicilská a navarrská královna (* 1385)
- 9. července – Jan van Eyck, nizozemský malíř (* kolem 1390)

## Hlavy států
- České království – interregnum
- Svatá říše římská – Fridrich III.
- Papež – Evžen IV. – Felix V. (vzdoropapež)
- Anglické království – Jindřich VI.
- Francouzské království – Karel VII. Vítězný
- Polské království – Vladislav III. Varnenčik
- Uherské království – Vladislav III. Varnenčik
- Říše Inků – Pachacútec Yupanqui
- Říše Aztéků – Montezuma I.
- Byzantská říše – Jan VIII. Palaiologos